# Adidovce
Adidovce es un municipio del distrito de Humenné en la región de Prešov, Eslovaquia, con una población estimada a final del año 2024 de 234 habitantes.
Se encuentra ubicado al sureste de la región, cerca de los ríos Cirocha y Laborec (cuenca hidrográfica del río Tisza) y de la frontera con la región de Košice.

## Demografía
| Año        | 1994 | 2004    | 2014    | 2024     |
| ---------- | ---- | ------- | ------- | -------- |
| Población  | 229  | 221     | 211     | 234      |
| Diferencia |      | −3,49 % | −4,52 % | +10,90 % |

| Año        | 2023 | 2024    |
| ---------- | ---- | ------- |
| Población  | 228  | 234     |
| Diferencia |      | +2,63 % |